# Dar'ja Kasatkina
Dar'ja Sergeevna Kasatkina (in russo Дарья Сергеевна Касаткина?; Togliatti, 7 maggio 1997) è una tennista russa naturalizzata australiana.
In singolare si è aggiudicata otto titoli WTA e ha raggiunto per la prima volta la top ten del ranking mondiale al termine della stagione 2018, anno in cui si è spinta fino alla finale del prestigioso WTA 1000 di Indian Wells, persa contro Naomi Ōsaka, per poi perfezionare il suo best ranking fino alla 8ª posizione nell'ottobre 2022. Per quanto riguarda i tornei del Grande Slam si è qualificata alla semifinale dell'Open di Francia 2022.

## Biografia
È stata sponsorizzata da Nike, Tecnifibre e Instaforex per tutta la sua carriera. La sua sponsorizzazione con Nike è terminata nel 2021, a seguito di una serie di risultati modesti. Nell'agosto 2021, ha firmato un accordo con Adidas per abbigliamento e calzature.
A inizio 2022 firma un nuovo accordo con Artengo in qualità di fornitore di racchette.
In un'intervista del 2021 resa a Sofya Tartakova, ha rilasciato dichiarazioni della quale lasciava intendere di essere bisessuale. In una successiva intervista del 2022 con lo youtuber Vitja Kravchenko ha dichiarato di essere lesbica, affermando di avere una relazione con la pattinatrice artistica Natal'ja Zabijako. Ha anche detto di non poter più vivere nell'ombra e ha fortemente criticato le persecuzioni e le restrizioni dei diritti imposte alla comunità LGBT in Russia. Nella stessa intervista ha condannato l'invasione russa dell'Ucraina del 2022, chiedendo la fine dell'aggressione militare e mostrando solidarietà al popolo ucraino.
Il 28 marzo 2025, Kasatkina annuncia di aver preso la cittadinanza australiana e di rappresentare l'Australia a tutti gli eventi tennistici, inclusi gli Slam.

## Carriera
A livello juniores ha vinto il torneo singolare ragazze all'Open di Francia 2014, sconfiggendo Ivana Jorović in finale in tre set.

### 2017: primo titolo WTA
Prende parte al torneo di Brisbane dove, dopo avere superato con un doppio 6-3 Irina-Camelia Begu, perde in una partita complicata contro Garbiñe Muguruza, quarta testa di serie, per 5-7 6-3 6-7. Nel doppio, in coppia con la Begu, si spinge fino ai quarti di finale, dove vengono elimanate per 5-10 nel set decisivo da Bethanie Mattek-Sands e Sania Mirza, teste di serie numero uno del tabellone. A Sydney sconfigge Tímea Babos (3-6 6-4 6-2), Angelique Kerber (7-6 6-2), per poi perdere nei quarti di finale contro Johanna Konta per 3-6 5-7. In doppio, insieme a Dar'ja Gavrilova, raggiunge i quarti di finale dove sono costrette al ritiro senza scendere in campo. All'Australian Open è testa di serie numero 23, ma esce di scena a sorpresa contro Peng Shuai che la batte in due set. In doppio non fa meglio: viene sconfitta da Kirsten Flipkens e Sara Errani, giocando in coppia con Gavrilova. A San Pietroburgo è l'ottava testa di serie; supera Belinda Bencic per 6-2 7-5, per poi perdere contro Natal'ja Vichljanceva per 6-7 2-6. A Doha sconfigge Irina-Camelia Begu per 3-6 6-1 7-5, Angelique Kerber per 6-4 0-6 6-4, per poi perdere contro Mónica Puig per 6-4 5-7 4-6. A Dubai viene subito estromessa da Caroline Wozniacki per 2-6 5-7. Nel doppio ha più fortuna: riesce ad arrivare fino al terzo turno in coppia con Irina-Camelia Begu. Sul territorio statunitense arriva al secondo turno a Indian Wells, dove viene battuta da Kristýna Plíšková per 0-6 3-6; a Miami viene estromessa all'esordio dalla padrona di casa Shelby Rogers.

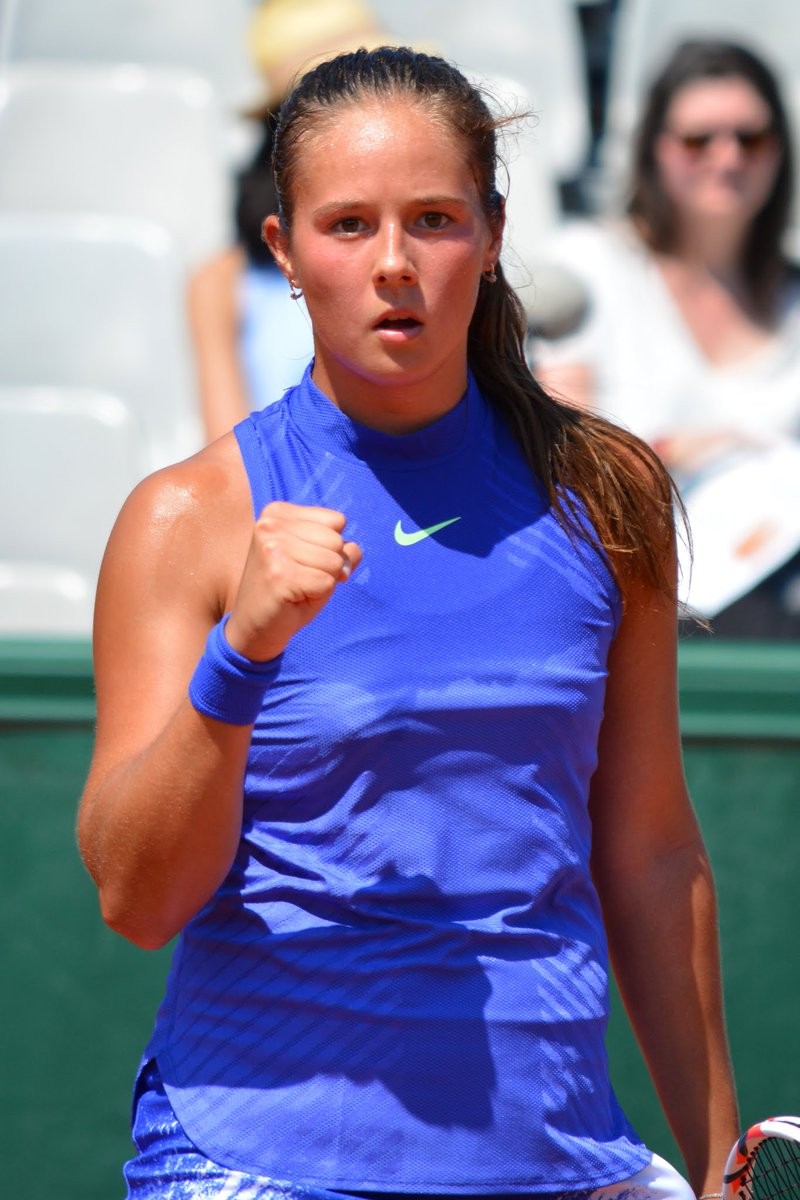
Kasatkina all'Open di Francia 2017

A Charleston vince il suo primo torneo WTA superando nell'ordine: Danka Kovinić (6-1 6-2), Mónica Puig (6-0 6-7 6-2), Dar'ja Gavrilova (6-3 4-6 6-0), Irina-Camelia Begu (6-4 6-1), Laura Siegemund (3-6 6-2 6-1) e in finale anche Jeļena Ostapenko per 6-3 6-1. Invece in doppio, in coppia con Dar'ja Gavrilova, viene eliminata al terzo turno per 3-10 nel terzo set. A Stoccarda viene estromessa subito dalla connazionale Elena Vesnina. A Madrid non fa meglio: viene eliminata da Roberta Vinci per 1-6 6-1 1-6. In doppio, in coppia con Raquel Kops-Jones, viene eliminata al secondo turno. Anche a Roma non va oltre il primo turno a causa di un infortunio su un putenggio a lei favorevole: 6-4 3-4. Chiude la stagione su terra a Parigi, dove si presenta come ventiseiesima testa di serie e si spinge fino al terzo turno superando Yanina Wickmayer (7-5 6-4) e Markéta Vondroušová (7-6 6-4); perde contro la futura finalista Simona Halep in due comodi set. In doppio, in coppia con la connazionale Irina Chromačëva, arriva fino al secondo turno.
A Wimbledon le viene assegnata la 29ª testa di serie. Supera Zheng Saisai per 6-2 6-4, per poi perdere contro Anett Kontaveit per 3-6 2-6. A Toronto non fa meglio; dopo aver sconfitto con un doppio tie-break Roberta Vinci, perde contro Elina Svitolina per 6-7 4-6. A Cincinnati supera Aljaksandra Sasnovič pr 6-4 6-2, ma nel turno successivo si deve arrendere a Madison Keys (2-6 1-6). In doppio, sempre in coppia con Gavrilova, arriva fino al terzo turno. A New Haven perde al terzo turno per mano di Elise Mertens (2-6 5-7). All'US Open arriva fino al quarto turno per la prima volta dove è costretta ad arrendersi a una rientrante Kaia Kanepi (4-6 4-6). A Tokyo si spinge fino al terzo turno, dove viene sconfitta da Angelique Kerber per 6-7 3-6. In doppio, insieme a Gavrilova, arriva fino alla finale senza tuttavia riuscire ad aggiudicarsi il torneo. Anche a Wuhan arriva al terzo turno dove, dopo aver sconfitto con facilità Simona Halep (6-2 6-1), perde contro Ekaterina Makarova con un doppio 4-6. Al China Open arriva fino ai quarti di finale dove viene subisce la vendetta di Simona Halep che le lascia solo tre giochi. Chiude la stagione disputando la sua prima finale in singolare nel torneo di casa, la Kremlin Cup, dove si arrende a Julia Görges per 1-6 2-6.

### 2018: due quarti di finale Slam, secondo titolo WTA, finale a Indian Wells e top 10

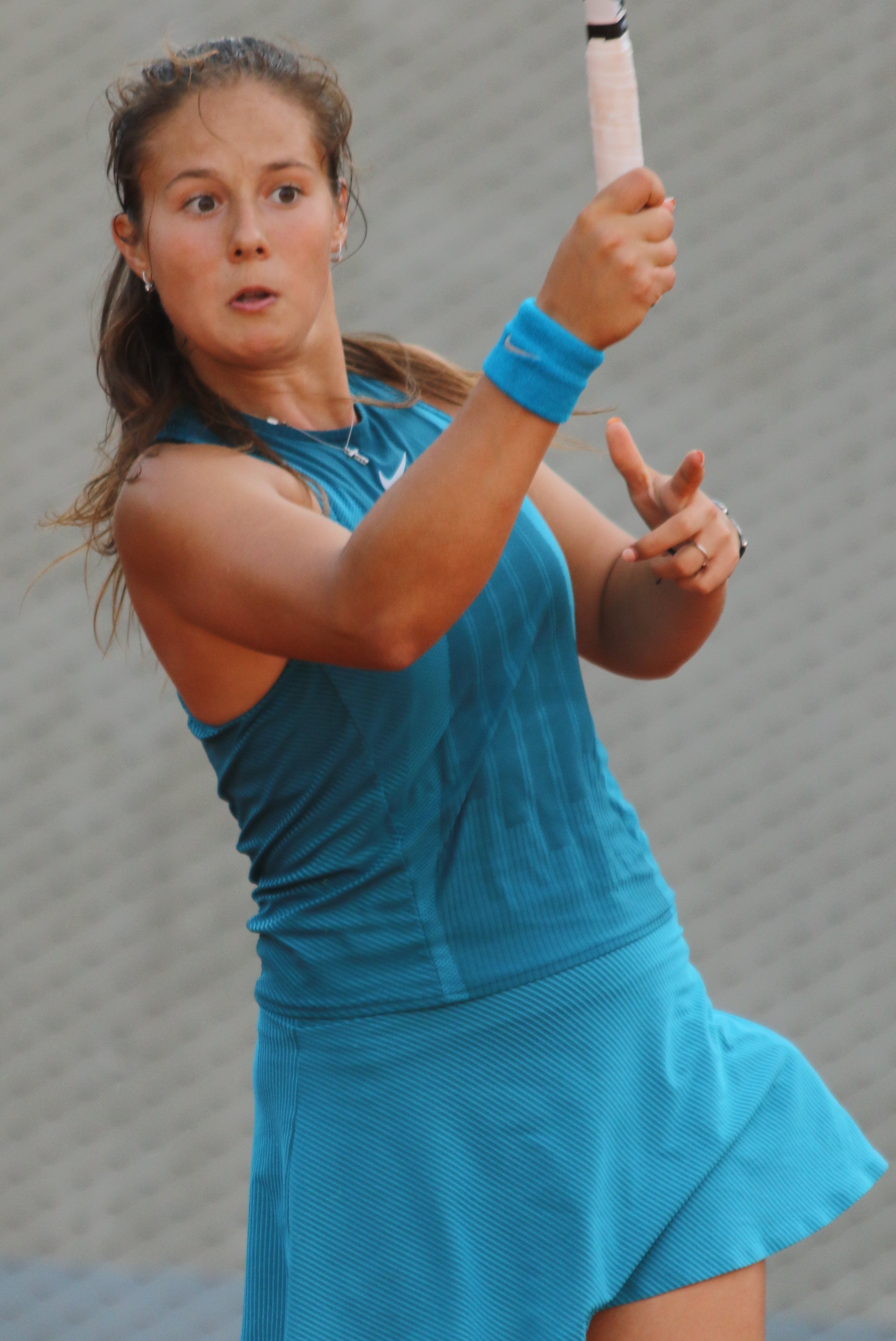
Kasatkina nel 2018

Inizia l'anno malamente perdendo al secondo turno nel torneo di Brisbane International contro Kaia Kanepi con un doppio 6-2. Anche a Sydney Open esce al secondo turno, stavolta per mano di Barbora Strýcová, con un risultato di 5-7 6-1 4-6. Agli Australian Open non va meglio: perde nuovamente al secondo turno contro Magda Linette con un punteggio di 6(4)–7 2-6. A St. Petersburg si spinge fino alla semifinale dove perde contro Kristina Mladenovic (6-3 2-6 2-6), dopo aver sconfitto nei quarti la testa di serie nº 1, Caroline Wozniacki. Prende parte al Qatar Total Open dove è costretta al ritiro per un dolore al collo contro l'americana CiCi Bellis. A Dubai centra la prima finale dell'anno dove viene sconfitta facilmente da Elina Svitolina per 4-6 0-6. Qui sconfigge Agnieszka Radwańska per 7-5 6-4, Johanna Konta per 4-6 7-6 6-2, Elena Vesnina per 7-6 6-1 e Garbiñe Muguruza per 3-6 7-6 6-1.
Agli Indian Wells centra la seconda finale della stagione superando Kateřina Siniaková per 6-2 5-2, costretta al ritiro, Sloane Stephens per 6-4 6-3, Caroline Wozniacki per 6-4 7-5, Angelique Kerber per 6-0 6-2, Venus Williams per 4-6 6-4 7-5; per poi perdere contro Naomi Ōsaka per 3-6 2-6. Grazie a questo risultato migliora il suo best ranking, arrivando fino alla posizione nº 11.
A Miami viene rimontata al primo turno da Sofia Kenin per 6-3 2-6 2-6. A Charleston raggiunge in quarti venendo estromessa da Julia Görges per 4-6 3-6. A Stoccarda e Praga non va oltre il primo turno perdendo rispettivamente contro Magdaléna Rybáriková e Jasmine Paolini. A Madrid raggiunge i quarti di finale sconfiggendo avversarie come la nº 3 del mondo, Garbiñe Muguruza, in tre set; viene poi fermata da Petra Kvitová per 4-6 0-6. Negli Internazionali d'Italia raggiunge gli ottavi di finale, dove viene rimontata dalla futura trionfatrice, Elina Svitolina, in tre set. Nell'Open di Francia raggiunge per la prima volta i quarti di finale in un torneo Slam. Dopo aver sconfitto la nº 2 del mondo, Caroline Wozniacki, viene sconfitta nettamente dalla futura finalista Sloane Stephens per 1-6 3-6.
A Birmingham viene fermata al secondo turno da Lesja Curenko, mentre ad Eastbourne raggiunge i quarti di finale perdendo contro Angelique Kerber in tre set. Nel torneo di Wimbledon raggiunge per la seconda volta in carriera i quarti di finale in uno Slam. Non va oltre per mano della futura campionessa, la sopra citata Kerber.
Sia a Mosca che a Montréal non va oltre il secondo turno perdendo rispettivamente da Tamara Zidanšek e da Marija Šarapova.
Ha vinto il suo primo titolo dell'anno in casa alla Kremlin Cup, sconfiggendo Ons Jabeur in finale per 2-6 7–6(3) 6-4. La vittoria le ha assicurato il debutto nella top ten (10ª posizione). Inoltre, Kasatkina si è qualificata per le Finals WTA 2018 di Singapore come riserva, sostituendo Aryna Sabalenka. Chiude l'anno giocando il WTA Elite Trophy di Zhuhai, dove è prima testa di serie. È inserita nel gruppo "Azalea", assieme a Madison Keys e Qiang Wang. La russa batte la cinese per 6-1 2-6 7-5 ma perde da Keys in due netti set (2-6 4-6). Arriva terza nel girone, non qualificandosi per le semifinali.
Termina la stagione al nº10 del mondo, suo best-ranking.

### 2019-2020: biennio negativo

#### 2019: crollo fino alla top 70
La russa inizia molto male l'anno, raccogliendo 3 sconfitte all'esordio a Brisbane (contro Kimberly Birrell, nº283 del mondo), a Sydney (1-6 4-6 contro Sasnovich) e all'Australian Open (contro Timea Bacsinszky, 3-6 0-6). A San Pietroburgo (dove è uscita dalla top-10, nel frattempo) ottiene un bye all'esordio e approfitta del walkover di Maria Sharapova. Ai quarti gioca la sua prima partita, persa contro la wild card di casa Vera Zvonareva. A Dubai arriva la prima vittoria stagionale contro Magdalena Frech (6-3 3-6 6-4) prima di cedere a Sofia Kenin in tre set. A Indian Wells, dove difendeva la finale, esce al secondo turno (dopo un bye) contro Markéta Vondroušová, addirittura per 2-6 1-6. A causa dell'uscita prematura, esce dalla top-20. A Miami coglie il terzo turno, perdendo da Venus Williams (3-6 1-6).
Il cambio di superficie non sembra giovare molto alla russa: esce all'esordio a Madrid mentre a Stoccarda e Parigi trova il secondo turno. Il miglior risultato lo ottiene a Roma, dove centra il terzo turno (battendo Begu e Siniaková) perdendo ancora da Vondroušová. Nella breve parentesi erbivora, non ottiene nemmeno un successo tra Eastbourne e Wimbledon (sconfitta da Petkovic e Tomljanovic).
Kasatkina scende fino alla quarantesima posizione. Prova a riprendersi nello swing americano: ottiene però risultati di poco conto (3 secondi turni e un'uscita all'esordio agli US Open) così come a Wuhan e Osaka (dove esce subito). A Pechino gioca, invece, il suo miglior risultato stagionale: elimina Shuai Peng per 2-6 6-4 6-4 per poi ottenere la vittoria più significativa del suo anno su Aryna Sabalenka (nº14 del mondo) con lo score di 6-4 7-6(5). Al terzo turno rifila un 6-4 6-3 a Ekaterina Alexandrova, accedendo ai quarti, dove cede a Caroline Wozniacki in due set. Chiude la stagione alla Kremlin Cup, dove è chiamata a difendere il titolo: Kasatkina esce all'esordio contro Dayana Yastremska. A causa del pessimo risultato, crolla nel ranking, affondando alla 69ª posizione, con cui chiude l'anno.

#### 2020

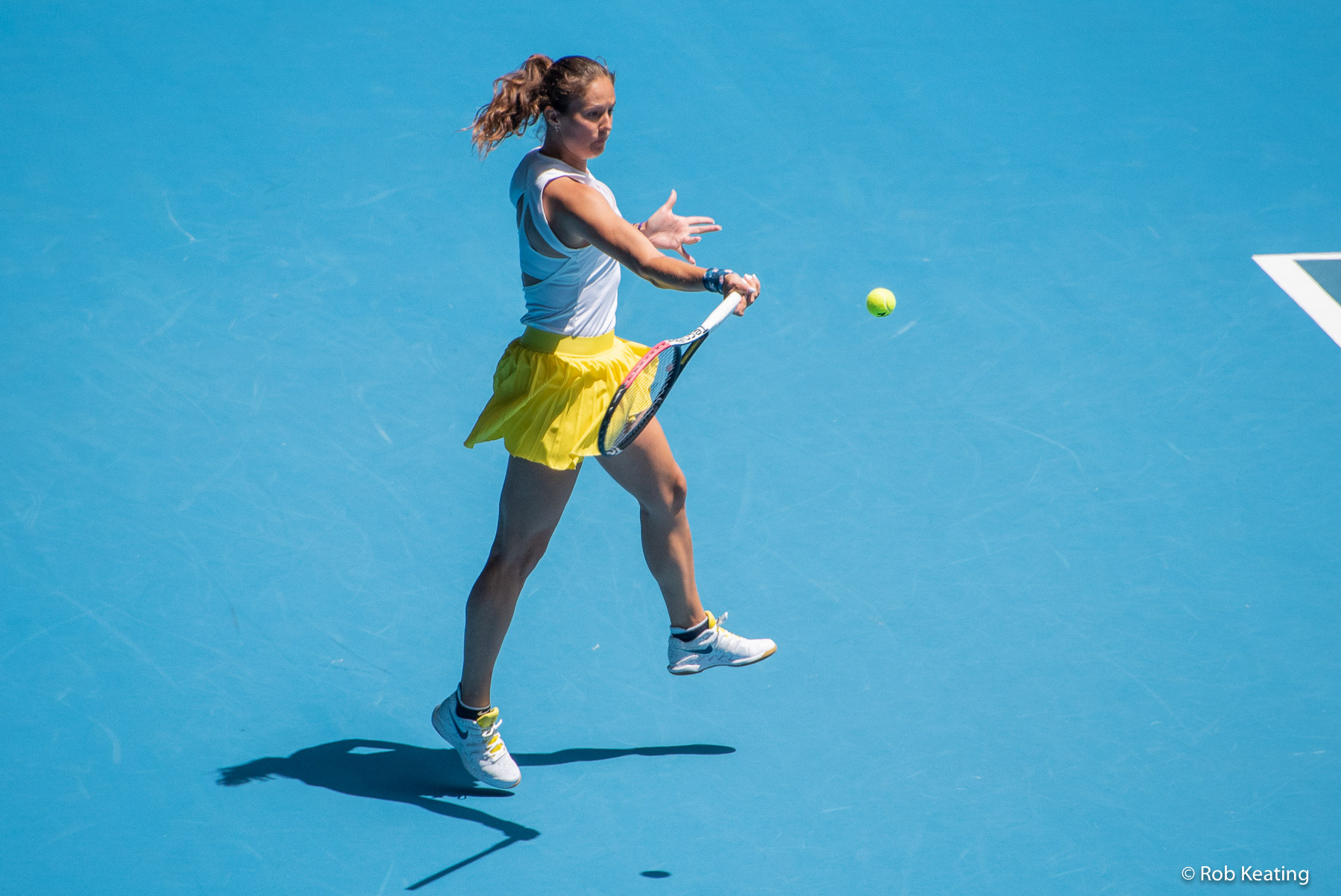
Kasatkina all'Australian Open 2020

La russa comincia la stagione ad Auckland, dove batte Carla Suarez Navarro in tre set prima di cedere ad Amanda Anisimova. Si qualifica per il main draw di Adelaide, dove viene subito estromessa da Belinda Bencic. All'Australian Open e a San Pietroburgo viene sconfitta al primo turno. A Dubai non riesce a passare le qualificazioni mentre a Doha riesce a vincere i due match qualificatori prima di venir fermata da Garbine Muguruza (5-7 7-5 3-6). All'international di Lione, è accreditata della settima testa di serie: batte Pauline Parmentier e Irina Bara nei primi due turni mentre, ai quarti, vince contro Camila Giorgi (6-4 4-6 6-2). Torna in semifinale in un evento WTA a distanza di più di un anno (Kremlin Cup 2018): nella circostanza cede ad Anna-Lena Friedsam in tre set.
Da marzo ad agosto, Kasatkina è costretta a stare ferma a causa della pandemia mondiale di COVID-19, che costringe il mondo del tennis ad annullare tutti i tornei programmati, tra cui, soprattutto, Wimbledon e il torneo olimpico.
La russa torna in campo a Palermo, dove viene subito eliminata da Jasmine Paolini (7-5 4-6 4-6). Al Western & Southern Open, supera le qualificazioni battendo Bondarenko e McHale; al primo turno, si arrende ad Anett Kontaveit, per 3-6 1-6. Agli US Open esce immediatamente per mano di Marta Kostyuk (1-6 2-6).
Sulla terra, gioca dapprima a Roma: passa senza problemi le qualificazioni sconfiggendo Arina Rodionova e Gabriela Dabrowski. Al primo turno si impone sulla connazionale Vera Zvonareva con un doppio 6-2 e, al secondo, elimina Kateřina Siniaková con lo score di 6-2 6-3; esce di scena agli ottavi, costretta al ritiro nel tie-break del primo set nel match contro Azarenka. Al Roland Garros non fa tanta strada: batte la wild card Harmony Tan per 6-2 6-1 prima di cedere ad Aryna Sabalenka con lo score di 6(6)-7 0-6.
Chiude la stagione a Ostrava: supera le qualificazioni battendo Mattek-Sands e Bouzková; al primo turno si impone sulla top-20 Elena Rybakina per 6-2 3-6 6-3, centrando la vittoria più importante dell'anno; al secondo turno viene fermata da Jennifer Brady, con lo score di 5-7 2-6.
Termina la stagione al nº 71 del mondo, restando più o meno stabile rispetto al ranking finale del 2019.

### 2021: due titoli WTA stagionali, ritorno in top 30 e vittoria nella Billie Jean King Cup
La russa inizia l'anno disputando il WTA 500 di Abu Dhabi, dove raggiunge gli ottavi di finale battendo Wang Qiang (6-2 3-6 6-2) e approfittando del walk over di Karolína Muchová; negli ottavi, perde dalla 6ª testa di serie Elena Rybakina (3-6 4-6). Agli Australian Open, elimina Katie Boulter (6-1 6-4) prima di cedere ad Aryna Sabalenka (6(5)-7 3-6). Al Phillip Island Trophy, Daria riesce a giungere in semifinale, sconfiggendo agevolmente Boulter e Gracheva, rimontando un set di svantaggio alla connazionale Anastasija Pavljučenkova (2-6 6-1 6-4) e lasciando 4 giochi a Petra Martic. Nel penultimo atto, affronta Danielle Collins: Kasatina si impone in tre set (6-2 6(6)-7 6-1), accedendo alla sua prima finale WTA dal 2018. Nella circostanza, sfida la ceca Marie Bouzková: la russa riesce ad avere la meglio in rimonta (4-6 6-2 6-2), conquistando il suo terzo titolo nel circuito maggiore, il primo dalla Kremlin Cup 2018.
In seguito viene estromessa all'esordio a Dubai da Alizé Cornet, la quale riesce superare il turno in tre parziali. Vola a San Pietroburgo, dove si aggiudica il secondo titolo stagionale approfittando dell'infortunio alla schiena di Margarita Gasparjan in finale, sul punteggio di 6-3 2-1 in favore a Dar'ja. Nel corso del torneo si sbarazza di Clara Tauson per 6-4 7–6(0), mentre riesce a rimontare Aljaksandra Sasnovič (5-7 6-3 7–6(2)), Veronika Kudermetova (1-6 6-1 6-2) e Svetlana Kuznecova (1-6 6-0 6-2). Per quanto riguarda la classifica, risale di 23 posizioni, fermandosi al 38º posto del ranking.
Sulla terra, la russa non conquista nessun risultato di rilievo, ottenendo il terzo turno al Roland Garros come miglior piazzamento (dopo aver battuto la n°10 del seeding Bencic al secondo turno). Sull'erba, disputa il torneo di Birmingham, dove è quarta testa di serie: al primo turno supera Polona Hercog in tre set mentre al secondo elimina la giovane Marta Kostyuk per 6-2 7-5; ai quarti, sconfigge Tereza Martincová per 6-4 2-6 6-0, volando in semifinale, dove si impone su Coco Vandeweghe per 6-2 6-4; la russa raggiunge la terza finale annuale e l'ottava in carriera, la prima però sull'erba. Nell'ultimo atto, trova Ons Jabeur, contro cui aveva vinto la finale della Kremlin Cup nel 2018: questa volta, la tennista di Togliatti si arrende alla tunisina in due set (5-7 4-6), perdendo la sua quarta finale nel circuito maggiore. In seguito, si presenta a Wimbledon, dove è testa di serie n°31: al primo turno elimina Tig con lo score di 6-0 3-6 6-3; al secondo turno, tuttavia, cede il passo alla recente vincitrice di Eastbourne Jelena Ostapenko in tre parziali (1-6 6-3 6-8).
A San Josè, Kasatkina dà il via allo swing americano su cemento: da testa di serie n°4, la russa giunge in finale sconfiggendo, dopo il bye all'esordio, Caroline Garcia (3-6 7-5 6-3), Magda Linette (6-4 3-6 6-4) ed Elise Mertens (n°1 del seeding, 6-3 6-2). Dar'ja coglie la sua nona finale WTA, la quarta del 2021: nella circostanza, viene battuta da Danielle Collins per 3-6 7-6(10) 1-6. Successivamente, coglie il secondo turno a Montréal (battuta da Jabeur) ed esce all'esordio a Cincinnati, superata da Barbora Krejčíková in due set. A Cleveland, è accreditata della prima testa di serie: elimina Kaja Juvan con un doppio 6-3 e poi rimonta un set di svantaggio a Caty McNally (2-6 6-4 6-2). Ai quarti, viene estromessa dalla polacca Linette, con lo score di 1-6 2-6. Agli US Open è opposta a Cvetana Pironkova, quarto-finalista uscente: Kasatkina si impone nettamente per 6-2 6-1; al secondo turno, sfida l'argento olimpico Markéta Vondroušová: Dar'ja vince per 3-6 6-4 6-4, approdando al terzo turno, dove perde da Elina Svitolina (4-6 2-6). Ad Indian Wells, esce al terzo turno contro Kerber (2-6 6-1 4-6). Dopo un primo turno a Mosca, partecipa alla Billie Jean King Cup per la Russia: contribuisce alla vittoria sul Canada (3-0) con il successo su Carol Zhao (6-3 6-1); successivamente, viene schierata in finale contro la Svizzera: Kasatkina vince il primo singolare su Jil Teichmann con lo score di 6-2 6-4, dando un apporto al 2-0 che regala alle russe il successo nella competizione, primo in assoluto nel palmares di Dar'ja.
Termina l'anno al n°26 del mondo, in netta risalita rispetto alle ultime due stagioni.

### 2022 - prima semifinale slam al Roland Garros, 2 titoli WTA e rientro in top-10
Dar'ja inizia l'anno al Melbourne Summer Set II, dove raggiunge la semifinale battendo Kalinskaja (6-1 3-0 e ritiro), Keys (7-6(4) 2-6 6-3) e Párrizas Diaz (7-5 6-1); nel penultimo atto, cede alla futura vincitrice Amanda Anisimova, con lo score di 2-6 0-6. La settimana dopo, prende parte al WTA '500' di Sydney: elimina la n°12 del pianeta Sofia Kenin (6-4 6-0), la n°20 Elise Mertens (6-3 6-4) e poi la n°3 mondiale Garbiñe Muguruza (6-4 6-4), trovando la seconda semifinale annuale. nella circostanza, Kasatkina perde da Paula Badosa (che vincerà il trofeo) per 2-6 2-6. Chiude la tournée oceanica all'Australian Open, dove è accreditata della testa di serie n°25: raggiunge agevolmente il terzo turno disponendo di Vögele (6-3 6-1) e Linette (6-2 6-3); al terzo round, viene sconfitta da Iga Świątek in due set. A Dubai, la russa viene nuovamente battuta da Świątek al primo turno, con lo score di 1-6 2-6. A Doha esordisce battendo Ajla Tomljanović per 6-4 6(4)-7 6-2 per poi approfittare del ritiro di Jaqueline Cristian; agli ottavi, per il terzo torneo consecutivo, viene eliminata da Świątek, che poi vincerà il titolo. A Indian Wells esce ai sedicesimi contro Kerber (2-6 1-6) mentre a Miami viene estromessa subito da Sasnovič.

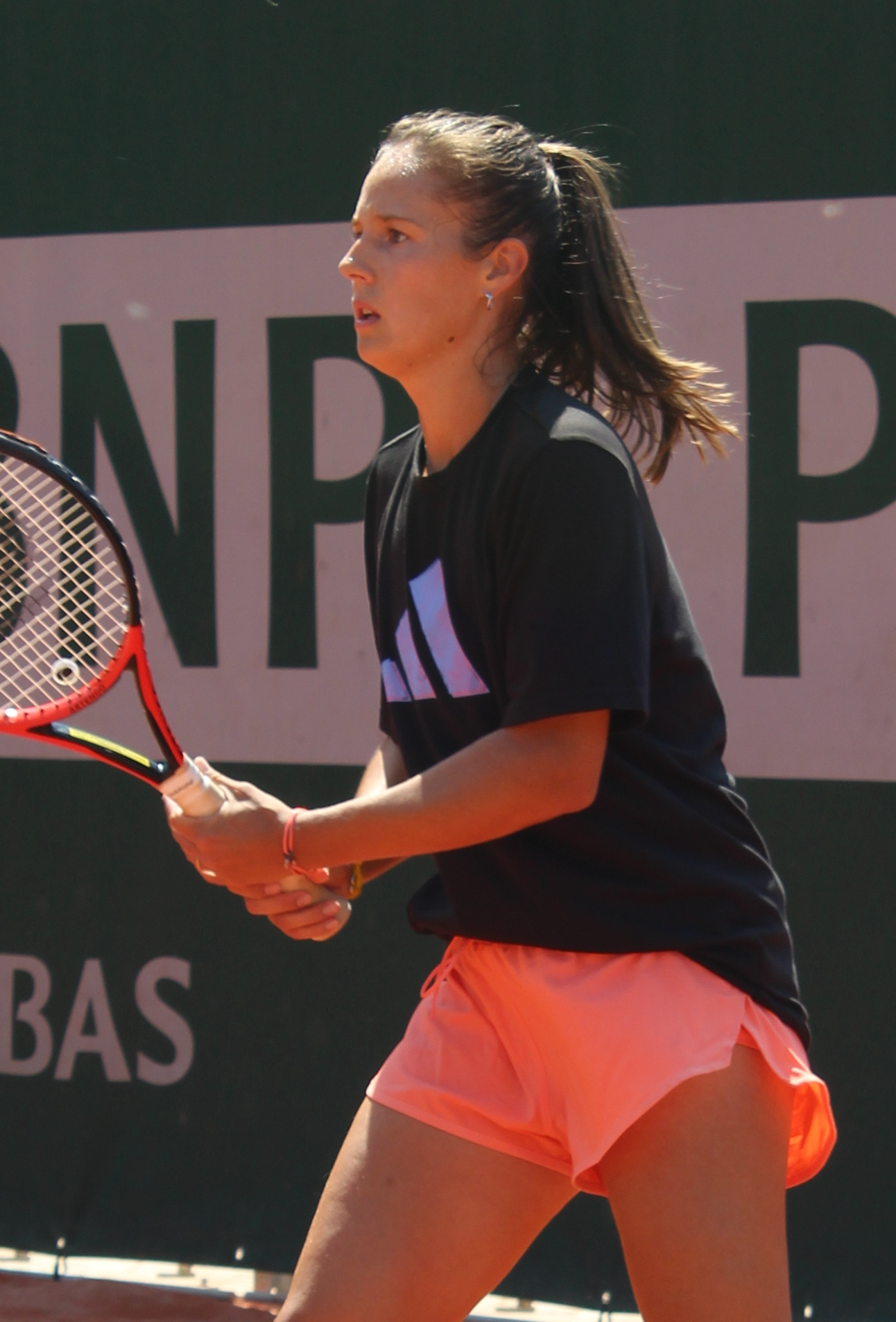
Dar'ja al Roland Garros 2023

A Charleston, dà il via alla stagione su terra: batte Coco Gauff per 6-4 6-2 per poi cedere a Ons Jabeur in due parziali. A Madrid, la russa si impone su Bondár (4-6 6-4 6-3) e poi sulla top-10 Sakkarī (3-6 6-3 6-1); agli ottavi, viene sconfitta da Sara Sorribes Tormo (4-6 6-1 3-6). Successivamente si presenta a Roma: dopo un comodo successo su Zidanšek (6-4 6-3), estromette Fernandez al tie-break del terzo set. Agli ottavi, supera la n°2 del pianeta Paula Badosa con lo score di 6-4 6-4 mentre ai quarti approfitta del ritiro di Jil Teichmann sul 6-4 3-2 in suo favore; Kasatkina approda così alla sua terza semifinale del 2022, la prima a livello '1000' da Indian Wells 2018. Nel penultimo atto, la russa esce di scena contro Ons Jabeur col punteggio di 4-6 6-1 5-7, non sfruttando un match point sul 5-4 del terzo set. Grazie a questo risultato, Dar'ja sale di 3 posizioni e rientra in top-20 dopo 3 anni dall'ultima volta. Chiude la stagione su terra al Roland Garros: da 20° testa di serie, Kasatkina elimina in due set Šramková, Contreraz, Rogers e Giorgi, raggiungendo il suo terzo quarto di finale slam, il primo da Wimbledon 2018. Tra le ultime otto, Dar'ja vince il derby russo contro Veronika Kudermetova per 6-4 7-6(5), riuscendo ad accedere alla sua prima semifinale in un major; nella circostanza, per la quarta volta nel 2022, affronta la n°1 del mondo Iga Świątek: nuovamente, la russa non riesce a superare questo ostacolo, cedendo nettamente alla polacca (2-6 1-6). Grazie all'ottimo torneo, Kasatkina risale fino alla 12ª posizione nel ranking
Sull'erba, raggiunge i quarti a Berlino e Bad Homburg mentre, come le altre atlete russe, viene esclusa dal torneo di Wimbledon a causa del conflitto russo-ucraino.
Sul cemento americano, partecipa al WTA '500' di San José: all'esordio, supera in rimonta la fresca campionessa dei Championships Elena Rybakina (1-6 6-2 6-0); al secondo round elimina la qualificata Townsend (6-4 6-0) mentre ai quarti batte la n°6 del mondo Aryna Sabalenka (4-6 7-5 6-0). In semifinale, sconfigge un'altra top-10, Paula Badosa, con lo score di 6-2 6-4, tornando in una finale WTA dopo un anno esatto da quella colta sempre a San José. A differenza di quanto successe nel 2021, questa volta Kasatkina riesce a vincere la partita per il titolo contro Shelby Rogers (6(2)-7 6-1 6-2), conquistando così il 5° alloro nel circuito maggiore. Grazie all'ottimo risultato, Dar'ja riesce inoltre a rientrare in top-10 per la prima volta dal 2019. Dopo due premature uscite a Cincinnati e Toronto, prende parte al WTA '250' di Granby, dove è accreditata della prima testa di serie: come da pronostico, giunge sino alla finale, battendo Minnen, Fręch, Párrizas e Parry; nell'ultimo atto, supera con un duplice 6-4 Daria Saville, conquistando il 6º titolo WTA, il secondo della stagione. Delude però le aspettative agli US Open, dove esce di scena già al primo turno contro Harriet Dart.
Il 24 ottobre, sale fino all'8º posto delle classifiche mondiali, suo nuovo best-ranking. Inoltre, strappa l'ultimo pass disponibile per le WTA Finals di Fort Worth: viene inserita nel gruppo Tracy Austin con Świątek, Garcia e Gauff; vince in due set su Coco Gauff (7-6(6) 6-3) per poi cedere a Garcia in tre parziali e alla n°1 del mondo (per la quinta volta nell'anno). Termina il suo girone in 3ª posizione, non qualificandosi per la semifinale.
Chiude il 2022 al n°8 del mondo.

### 2023: 2 finali WTA e uscita dalla top-10
Inizia la stagione all'Adelaide International, dove è accreditata della 5ª testa di serie: dopo il bye, batte le ceche Krejčíková (6-2 7-5) e Kvitová (6-3 7-6(3)), approdando in semifinale, dove approfitta del walkover di Paula Badosa; accede così alla 12ª finale WTA della carriera, dove viene nettamente sconfitta da Belinda Bencic (0-6 2-6). All'Australian Open viene eliminata subito da Varvara Gračëva con un duplice 1-6. Ad Abu Dhabi, dopo il bye, si impone su Teichmann (1-6 6-0 6-2) per poi cedere a Zheng in due parziali. Non fa bene tra Doha, Dubai, Indian Wells e Miami, raggiungendo al massimo il terzo round in California.
Gioca a Charleston per inaugurare la parte di stagione su terra: dopo il bye, si impone consecutivamente su tre americane, Brengle (6-2 6-1), Pera (6-3 7-6(3)) e Keys (6(5)-7 6-4 6-2), raggiungendo la seconda semifinale dell'anno. Nella circostanza, cede a Ons Jabeur con un doppio 5-7. Dopo un primo turno a Stoccarda, coglie il quarto turno a Madrid, dove si arrende alla connazionale Kudermetova in tre set. Anche a Roma giunge fino agli ottavi, perdendo da Ostapenko con lo score di 4-6 6-4 0-6. Al Roland Garros, dove difende la semifinale, sconfigge agevolmente Niemeier (6-3 6-4), la finalista del 2019 Vondroušová (6-3 6-4) e l'americana Stearns (6-0 6-1). Negli ottavi, viene battuta da una ritrovata Elina Svitolina, con lo score di 4-6 6(5)-7. A causa dei punti persi, la russa esce dalla top-10.
Sull'erba, dopo un primo turno a Berlino, disputa il '500' di Eastbourne: batte Kalinina, Plíšková, la top-5 Garcia e Camila Giorgi, approdando alla seconda finale del 2023. Nella circostanza, Dar'ja si arrende a Madison Keys, con il punteggio di 2-6 6(13)-7. A Wimbledon, esce di scena ai sedicesimi contro Azaranka.
A Palermo, viene eliminata nei quarti da Jasmine Paolini. Dopo un secondo turno a Washington, raggiunge i quarti di finale nel '1000' di Montréal, dove viene sconfitta al tie-break del terzo set da Elena Rybakina. A Cincinnati, dopo i successi su Stearns e Gračëva, viene battuta dalla n°2 del mondo Aryna Sabalenka (2-6 2-6). Agli US Open, la russa centra gli ottavi di finale per la prima volta dal 2017, grazie alle vittorie in rimonta su Parks (2-6 6-4 6-2) e Kenin (2-6 6-4 6-4) e al successo sulla qualificata Minnen (6-3 6-4). Nel match valevole per i quarti, per il secondo torneo consecutivo, viene fermata dalla neo n°1 del mondo Sabalenka, che le lascia nuovamente quattro giochi (1-6 3-6).
Nella trasferta asiatica, si spinge fino ai quarti del Japan Open, dove viene sconfitta da Jessica Pegula. A Pechino, esce di scena ai sedicesimi contro Wang Xinyu. Va meglio a Zhengzhou, dove coglie la quarta semifinale annuale, battendo Babos e Bai e approfittando del walkover di Ons Jabeur; tra le ultime quattro, la russa cede nettamente a Barbora Krejčíková (3-6 0-6).
A fine ottobre, prende parte al WTA Elite Trophy di Zhuhai. Nel gruppo Azalea, affronta per la terza volta nel 2023 Barbora Krejčíková: la russa riesce a vendicare la recente sconfitta di Zhengzhou, imponendosi sulla ceca per 7-5 1-6 6-1. Nel secondo match, batte Magda Linette (6-3 6-4), terminando al primo posto nel girone e qualificandosi per la semifinale. Nella circostanza, Dar'ja viene eliminata dalla futura campionessa Beatriz Haddad Maia in due set.
Termina l'anno al n°18 del mondo.

### 2024: 2 titoli WTA e ritorno in top-10
Dar'ja inizia l'anno a Brisbane, dove batte Kostjuk e Linette dopo il bye; nei quarti, si arrende ad Aryna Sabalenka in due set. Va meglio ad Adelaide: dopo i successi sulle qualificate Liu e Kalinskaya, la russa approfitta di ben due walkover (quelli di Siegemund e Pegula), approdando direttamente in finale, la 14° nel circuito maggiore. Nella circostanza, viene superata dalla n°6 del seeding Jeļena Ostapenko, con lo score di 3-6 2-6. Grazie al buon inizio di stagione, risale nel ranking fino alla 13ª posizione. All'Australian Open, viene eliminata al secondo turno da Sloane Stephens (6-4 3-6 1-6). Successivamente, partecipa al torneo di Abu Dhabi: Kasatkina batte le qualificate Parry e Krueger, per poi lasciare due giochi a Cîrstea tra le ultime otto. In semifinale, si impone al tie-break del terzo set su Beatriz Haddad Maia, accedendo alla seconda finale WTA del 2024, l'11° di livello '500'. Nel match valevole per il titolo, si arrende alla n°5 del mondo Rybakina, con il punteggio di 1-6 4-6.
Dopo due uscite all'esordio sia a Doha che a Dubai, Kasatkina raggiunge gli ottavi ad Indian Wells, dove viene sconfitta dalla cinese Yuan. A Miami si ferma al terzo turno contro la semifinalista in carica Cîrstea.
A Charleston, inaugura la parte di stagione sulla terra: dopo il bye, elimina la giovane Krueger e poi la n°15 del seeding Kalinina. Ai quarti, supera in rimonta Jaqueline Cristian (6(4)-7 6-2 6-3) mentre in semifinale estromette la n°5 del mondo Jessica Pegula al tie-break del terzo set, tornando a battere una top-5 dopo quasi un anno. Nella sua sedicesima finale nel circuito maggiore, Kasatkina viene travolta da Danielle Collins (2-6 1-6), collezionando la 5° sconfitta consecutiva in un match valevole per un titolo WTA. Al Roland Garros, esce prematuramente al secondo turno contro Peyton Stearns.
A Berlino dà il via alla parte di stagione dedicata all'erba: elimina Marta Kostjuk in tre set prima di cedere alla n°3 del mondo Sabalenka. A Eastbourne, centra il 5° quarto di finale in stagione, superando le cinesi Wang e Yuan; tra le ultime otto, dispone agevolmente di Emma Raducanu, qualificandosi per la semifinale. Battendo la neo top-10 Paolini, Kasatkina riesce a raggiungere la 4ª finale del 2024, la terza su erba. Nell'ultimo atto, si impone per 6-3 6-4 su Leylah Fernandez, tornando a vincere un titolo WTA dopo quasi due anni: per la russa è il settimo in carriera nel circuito maggiore, il primo in assoluto sul verde. A Wimbledon, Kasatkina giunge al terzo turno prevalendo nettamente su Zhang e Miyazaki; nel match valevole per gli ottavi, perde una partita di quasi tre ore contro Paula Badosa. 
Sul cemento americano, la russa non raccoglie grandi risultati, giungendo al massimo al secondo turno in tutti i suoi impegni, US Open compreso. Nella trasferta asiatica, Kasatkina coglie la 5ª finale WTA dell'anno a Seul, battendo Baptiste, Raducanu e la connazionale Šnajder. Nel match valevole per il titolo, viene sconfitta da Beatriz Haddad Maia, con lo score di 6-1, 4-6, 1-6. Dopo due terzi turni nei '1000' di Pechino e Wuhan, prende parte al WTA '500' di Ningbo: elimina Siniaková e Putinceva dopo il bye, approdando in semifinale, dove approfitta del ritiro di Badosa dopo aver vinto il primo set. In finale, prevale sulla giovane connazionale Mirra Andreeva per 6-0, 4-6, 6-4, conquistando così il suo secondo titolo stagionale, l'ottavo della carriera nel circuito maggiore. Per la prima volta, Kasatkina ottiene due titoli di livello '500' nello stesso anno. A Tokyo esce di scena contro Kenin ai quarti. Grazie a questi risultati, il 21 ottobre rientra in top-10 dopo oltre un anno di assenza. 
In novembre, la russa viene chiamata a rimpiazzare Jessica Pegula nell'ultimo match del "gruppo Arancione" delle WTA Finals contro Iga Świątek in qualità di prima riserva: Kasatkina soccombe alla polacca, che le concede solo un game. 
Chiude la stagione al n°9 del mondo, per la terza volta in carriera in top-10 dopo il 2018 e il 2022. 

### 2025
Dar'ja inizia la stagione a Brisbane, dove esce a sorpresa agli ottavi contro Polina Kudermetova, futura finalista. Ad Adelaide arriva fino ai quarti, dove perde da Madison Keys. Prende quindi parte all'Australian Open: dopo due facili vittorie su Tomova e Wang, batte la testa di serie n°24 Putinceva, approdando al suo primo ottavo di finale nello slam oceanico. Nella circostanza, soccombe all'americana Emma Navarro in tre set combattuti.

## Statistiche WTA

### Singolare

#### Vittorie (8)
| Legenda               | Legenda      |
| --------------------- | ------------ |
| Grande Slam (0)       |              |
| Ori Olimpici (0)      |              |
| WTA Finals (0)        |              |
| WTA Elite Trophy (0)  |              |
| Dal 2009 al 2020      | Dal 2021     |
| Premier Mandatory (0) | WTA 1000 (0) |
| Premier 5 (0)         | WTA 1000 (0) |
| Premier (2)           | WTA 500 (4)  |
| International (0)     | WTA 250 (2)  |

| N. | Data             | Torneo                                        | Superficie  | Avversaria in finale | Punteggio        |
| 1. | 9 aprile 2017    | Charleston Open, Charleston                   | Terra verde | Jeļena Ostapenko     | 6-3, 6-1         |
| 2. | 20 ottobre 2018  | Kremlin Cup, Mosca                            | Cemento (i) | Ons Jabeur           | 2-6, 7-6(3), 6-4 |
| 3. | 19 febbraio 2021 | Phillip Island Trophy, Melbourne              | Cemento     | Marie Bouzková       | 4-6, 6-2, 6-2    |
| 4. | 21 marzo 2021    | St. Petersburg Ladies Trophy, San Pietroburgo | Cemento (i) | Margarita Gasparjan  | 6-3, 2-1, rit.   |
| 5. | 7 agosto 2022    | Silicon Valley Classic, San Jose              | Cemento     | Shelby Rogers        | 6(2)-7, 6-1, 6-2 |
| 6. | 27 agosto 2022   | Championnats de Granby, Granby                | Cemento     | Daria Saville        | 6-4, 6-4         |
| 7. | 29 giugno 2024   | Eastbourne International, Eastbourne          | Erba        | Leylah Fernandez     | 6-3, 6-4         |
| 8. | 20 ottobre 2024  | Ningbo Open, Ningbo                           | Cemento     | Mirra Andreeva       | 6-0, 4-6, 6-4    |

#### Sconfitte (11)
| Legenda               | Legenda      |
| --------------------- | ------------ |
| Grande Slam (0)       |              |
| Argenti Olimpici (0)  |              |
| WTA Finals (0)        |              |
| WTA Elite Trophy (0)  |              |
| Dal 2009 al 2020      | Dal 2021     |
| Premier Mandatory (1) | WTA 1000 (0) |
| Premier 5 (0)         | WTA 1000 (0) |
| Premier (2)           | WTA 500 (7)  |
| International (0)     | WTA 250 (1)  |

| N.  | Data              | Torneo                               | Superficie  | Avversaria in finale | Punteggio         |
| 1.  | 21 ottobre 2017   | Kremlin Cup, Mosca                   | Cemento (i) | Julia Görges         | 1-6, 2-6          |
| 2.  | 24 febbraio 2018  | Dubai Tennis Championships, Dubai    | Cemento     | Elina Svitolina      | 4-6, 0-6          |
| 3.  | 18 marzo 2018     | Indian Wells Open, Indian Wells      | Cemento     | Naomi Ōsaka          | 3-6, 2-6          |
| 4.  | 20 giugno 2021    | Birmingham Classic, Birmingham       | Erba        | Ons Jabeur           | 5-7, 4-6          |
| 5.  | 8 agosto 2021     | Silicon Valley Classic, San Jose     | Cemento     | Danielle Collins     | 3-6, 7-6(10), 1-6 |
| 6.  | 14 gennaio 2023   | Adelaide International, Adelaide     | Cemento     | Belinda Bencic       | 0-6, 2-6          |
| 7.  | 1º luglio 2023    | Eastbourne International, Eastbourne | Erba        | Madison Keys         | 2-6, 6(13)-7      |
| 8.  | 13 gennaio 2024   | Adelaide International, Adelaide (2) | Cemento     | Jeļena Ostapenko     | 3-6, 2-6          |
| 9.  | 11 febbraio 2024  | Abu Dhabi Open, Abu Dhabi            | Cemento     | Elena Rybakina       | 1-6, 4-6          |
| 10. | 7 aprile 2024     | Charleston Open, Charleston          | Terra verde | Danielle Collins     | 2-6, 1-6          |
| 11. | 22 settembre 2024 | Korea Open, Seul                     | Cemento     | Beatriz Haddad Maia  | 6-1, 4-6, 1-6     |

### Doppio

#### Vittorie (1)
| Legenda               | Legenda      |
| --------------------- | ------------ |
| Grande Slam (0)       |              |
| Ori Olimpici (0)      |              |
| WTA Finals (0)        |              |
| WTA Elite Trophy (0)  |              |
| Dal 2009 al 2020      | Dal 2021     |
| Premier Mandatory (0) | WTA 1000 (0) |
| Premier 5 (0)         | WTA 1000 (0) |
| Premier (1)           | WTA 500 (0)  |
| International (0)     | WTA 250 (0)  |

| N. | Data            | Torneo             | Superficie  | Compagna      | Avversarie in finale                | Punteggio           |
| 1. | 23 ottobre 2015 | Kremlin Cup, Mosca | Cemento (i) | Elena Vesnina | Irina-Camelia Begu Monica Niculescu | 6-3, 6(7)-7, [10-5] |

#### Sconfitte (2)
| Legenda               | Legenda      |
| --------------------- | ------------ |
| Grande Slam (0)       |              |
| Argenti Olimpici (0)  |              |
| WTA Finals (0)        |              |
| WTA Elite Trophy (0)  |              |
| Dal 2009 al 2020      | Dal 2021     |
| Premier Mandatory (0) | WTA 1000 (0) |
| Premier 5 (0)         | WTA 1000 (0) |
| Premier (2)           | WTA 500 (0)  |
| International (0)     | WTA 250 (0)  |

| N. | Data              | Torneo                  | Superficie  | Compagna         | Avversarie in finale                       | Punteggio        |
| 1. | 21 ottobre 2016   | Kremlin Cup, Mosca      | Cemento (i) | Dar'ja Gavrilova | Andrea Hlaváčková Lucie Hradecká           | 6-4, 0-6, [7-10] |
| 2. | 23 settembre 2017 | Pan Pacific Open, Tokyo | Cemento     | Dar'ja Gavrilova | Andreja Klepač María José Martínez Sánchez | 3-6, 2-6         |

## Statistiche ITF

### Singolare

#### Vittorie (7)
| Torneo $100.000 (0) |
| Torneo $80.000 (0)  |
| Torneo $75.000 (0)  |
| Torneo $60.000 (0)  |
| Torneo $50.000 (1)  |
| Torneo $25.000 (5)  |
| Torneo $15.000 (0)  |
| Torneo $10.000 (1)  |

| N. | Data              | Torneo                                                       | Superficie  | Avversaria in finale | Punteggio        |
| 1. | 2 febbraio 2014   | Jolie Ville Golf Women's, Sharm el-Sheikh                    | Cemento     | Pernilla Mendesová   | 6–3, 6-4         |
| 2. | 21 settembre 2014 | Telavi Open, Telavi                                          | Terra rossa | Jasmine Paolini      | 6-1, 4-6, [10-7] |
| 3. | 25 gennaio 2015   | Daytona Beach Open, Daytona Beach                            | Terra verde | Elise Mertens        | 6-2, 4-6, 6-0    |
| 4. | 23 maggio 2015    | Internazionali Femminili di Tennis Città di Caserta, Caserta | Terra rossa | İpek Soylu           | 7-6(4), 6-1      |
| 5. | 14 giugno 2015    | Pavlov Cup, Minsk                                            | Terra rossa | Ganna Poznikhirenko  | 4-3, rit.        |
| 6. | 21 giugno 2015    | Pavlov Cup, Minsk                                            | Terra rossa | Iryna Šymanovič      | 6-1, 6-1         |
| 7. | 20 settembre 2015 | Open GDF SUEZ de Bretagne, Saint-Malo                        | Terra rossa | Laura Siegemund      | 7-5, 7-6(4)      |

### Doppio

#### Sconfitte (2)
| Torneo $100.000 (0) |
| Torneo $80.000 (0)  |
| Torneo $75.000 (0)  |
| Torneo $60.000 (0)  |
| Torneo $50.000 (0)  |
| Torneo $25.000 (2)  |
| Torneo $15.000 (0)  |
| Torneo $10.000 (0)  |

| N. | Data           | Torneo             | Superficie  | Compagna     | Avversaria in finale               | Punteggio         |
| 1. | 30 maggio 2015 | Moscow Open, Mosca | Terra rossa | Ol'ha Jančuk | Carolin Daniels Al'jona Sotnikova  | 2–6, 6(10)–7      |
| 2. | 13 giugno 2015 | Pavlov Cup, Minsk  | Terra rossa | Ol'ha Jančuk | Valentina Ivachnenko Polina Monova | 6–4, 0–6, [10–12] |

## Grand Slam Junior

### Singolare

#### Vittorie (1)
| Tornei del Grande Slam  |
| ----------------------- |
| Australian Open (0)     |
| Open di Francia (1)     |
| Torneo di Wimbledon (0) |
| US Open (0)             |

| N. | Data          | Torneo                  | Superficie  | Avversaria in finale | Punteggio        |
| 1. | 7 giugno 2014 | Open di Francia, Parigi | Terra rossa | Ivana Jorović        | 6(5)-7, 6-2, 6-3 |

## Risultati in progressione
| Sigla | Risultato               |
| ----- | ----------------------- |
| V     | Vincitore               |
| F     | Finalista               |
| SF    | Semifinalista           |
| O     | Oro olimpico            |
| A     | Argento olimpico        |
| SF    | Bronzo olimpico         |
| QF    | Quarti di Finale        |
| 4T    | Quarto turno            |
| 3T    | Terzo turno             |
| 2T    | Secondo turno           |
| 1T    | Primo turno             |
| RR    | Round Robin             |
| LQ    | Turno di qualificazione |
| A     | Assente                 |
| ND    | Non disputato           |

| Legenda superfici    |
| -------------------- |
| Cemento              |
| Terra battuta        |
| Erba                 |
| Superficie variabile |

### Singolare
Aggiornato a fine WTA Tour 2023
| Torneo                 | 2014            | 2015            | 2016            | 2017            | 2018            | 2019            | 2020          | 2021          | 2022          | 2023          | Titoli      | V–S         |
| ---------------------- | --------------- | --------------- | --------------- | --------------- | --------------- | --------------- | ------------- | ------------- | ------------- | ------------- | ----------- | ----------- |
| Tornei del Grande Slam |                 |                 |                 |                 |                 |                 |               |               |               |               |             |             |
| Australian Open        | Assente         | Assente         | 3T              | 1T              | 2T              | 1T              | 1T            | 2T            | 3T            | 1T            | 0 / 8       | 6–8         |
| Open di Francia        | Assente         | Assente         | 3T              | 3T              | QF              | 2T              | 2T            | 3T            | SF            | 4T            | 0 / 7       | 18–7        |
| Wimbledon              | Assente         | Assente         | 3T              | 2T              | QF              | 1T              | ND            | 2T            | A             | 3T            | 0 / 5       | 9–5         |
| US Open                | A               | 3T              | 1T              | 4T              | 2T              | 1T              | 1T            | 3T            | 1T            | 4T            | 0 / 8       | 9–8         |
| Vittorie–Sconfitte     | 0–0             | 2–1             | 6–4             | 6–4             | 10–4            | 1–4             | 1–3           | 6–4           | 7-3           | 8-4           | 0 / 28      | 42–28       |
| Giochi olimpici        |                 |                 |                 |                 |                 |                 |               |               |               |               |             |             |
| Giochi olimpici        | Non disputati   | Non disputati   | QF              | Non disputati   | Non disputati   | Non disputati   | Non disputati | A             | Non disputati | Non disputati | 0 / 1       | 3–1         |
| Tornei di fine anno    |                 |                 |                 |                 |                 |                 |               |               |               |               |             |             |
| WTA Finals             | Non qualificata | Non qualificata | Non qualificata | Non qualificata | Non qualificata | Non qualificata | ND            | NQ            | RR            | NQ            | 0 / 1       | 1–2         |
| WTA Elite Trophy       | Non qualificata | Non qualificata | Non qualificata | Non qualificata | RR              | NQ              | Non disputati | Non disputati | Non disputati | RR            | 0 / 2       | 3–2         |
| WTA 1000               |                 |                 |                 |                 |                 |                 |               |               |               |               |             |             |
| Doha / Dubai[1]        | Assente         | Assente         | 2T              | 1T              | 1T              | 2T              | 1T            | 1T            | 3T            | 2T            | 0 / 8       | 5–8         |
| Indian Wells           | Assente         | Assente         | QF              | 2T              | F               | 2T              | ND            | 3T            | 3T            | 3T            | 0 / 6       | 13–6        |
| Miami                  | Assente         | Assente         | 2T              | 2T              | 2T              | 3T              | ND            | A             | 2T            | 2T            | 0 / 6       | 4–6         |
| Madrid                 | Assente         | Assente         | 1T              | 1T              | QF              | 1T              | ND            | 2T            | 3T            | 4T            | 0 / 7       | 9–7         |
| Roma                   | Assente         | Assente         | 3T              | 1T              | 3T              | 3T              | 3T            | 1T            | SF            | 4T            | 0 / 8       | 15–8        |
| Montréal / Toronto     | Assente         | Assente         | QF              | 2T              | 2T              | 2T              | ND            | 2T            | 1T            | QF            | 0 / 6       | 10–6        |
| Cincinnati             | Assente         | Assente         | 1T              | 2T              | 1T              | 2T              | 1T            | 1T            | 1T            | 3T            | 0 / 7       | 4–7         |
| Wuhan                  | Assente         | Assente         | 3T              | 3T              | 3T              | 1T              | Non disputati | Non disputati | Non disputati | Non disputati | 0 / 4       | 6–4         |
| Pechino                | Assente         | Assente         | 2T              | QF              | 1T              | QF              | Non disputati | Non disputati | Non disputati | 2T            | 0 / 5       | 8–5         |
| Carriera               |                 |                 |                 |                 |                 |                 |               |               |               |               |             |             |
| Tornei giocati         | 1               | 5               | 21              | 22              | 25              | 21              | 12            | 22            | 23            | 25            | 177         | 177         |
| Titoli                 | 0               | 0               | 0               | 1               | 1               | 0               | 0             | 2             | 2             | 0             | 6           | 6           |
| Finali                 | 0               | 0               | 0               | 2               | 2               | 0               | 0             | 4             | 2             | 2             | 12          | 12          |
| Cemento V–S            | 0–1             | 5–2             | 23–15           | 23–16           | 23–14           | 8–15            | 5–9           | 29–11         | 28-15         | 28-16         | 5 / 119     | 172–114     |
| Terra V–S              | 0–0             | 2–3             | 8–5             | 8–4             | 12–7            | 4–4             | 3–3           | 5–5           | 12-5          | 15-6          | 1 / 42      | 69–42       |
| Erba V–S               | 0–0             | 0–0             | 2–2             | 1–1             | 7–3             | 0–2             | 0–0           | 7–3           | 4-2           | 6-3           | 0 / 16      | 27–16       |
| Totale V–S             | 0–1             | 7–5             | 33–22           | 32–21           | 42–24           | 12–21           | 8–12          | 41–19         | 44-22         | 49-25         | 6 / 178     | 268–172     |
| Vittorie %             | 0%              | 58%             | 60%             | 60%             | 64%             | 36%             | 40%           | 68%           | 67%           | 66%           | 61%         | 61%         |
| Ranking di fine anno   | 370             | 72              | 27              | 24              | 10              | 69              | 71            | 26            | 8             | 18            | $10.773.074 | $10.773.074 |

Note
- 1 Il Dubai Tennis Championships e il Qatar Ladies Open di Doha si scambiano frequentemente lo status tra evento WTA 500 ed evento WTA 1000.

### Doppio nei tornei del Grande Slam
| Torneo          | 2015 | 2016 | 2017 | 2018 | 2019 | 2020 | 2021 | 2022 | 2023 | V–S   |
| --------------- | ---- | ---- | ---- | ---- | ---- | ---- | ---- | ---- | ---- | ----- |
| Australian Open | A    | 2T   | 1T   | 1T   | A    | A    | 1T   | 1T   | A    | 1–5   |
| Open di Francia | A    | 1T   | 2T   | 1T   | 3T   | A    | A    | A    | A    | 3–4   |
| Wimbledon       | A    | 3T   | A    | A    | 1T   | ND   | 1T   | A    | A    | 2–3   |
| US Open         | A    | 2T   | 3T   | A    | 2T   | A    | 2T   | A    | A    | 5–4   |
| Totale          | 0–0  | 4–4  | 3–3  | 0-2  | 3-3  | 0-0  | 1-3  | 0-1  | 0-0  | 11–16 |

## Vittorie contro giocatrici Top 10
| Stagione | 2016 | 2017 | 2018 | 2019 | 2020 | 2021 | 2022 | 2023 | 2024 | 2025 | Totale |
| Vittorie | 2    | 3    | 7    | 0    | 0    | 1    | 6    | 2    | 2    | 1    | 24     |

| #    | Giocatrice             | Ranking | Evento                                 | Superficie  | Turno | Punteggio         | Rank. DKR |
| ---- | ---------------------- | ------- | -------------------------------------- | ----------- | ----- | ----------------- | --------- |
| 2016 |                        |         |                                        |             |       |                   |           |
| 1.   | Venus Williams (1)     | 7       | ASB Classic, Auckland                  | Cemento     | 1T    | 6(4)-7, 6-3, 6-3  | 75        |
| 2.   | Roberta Vinci          | 8       | Canadian Open, Montréal                | Cemento     | 3T    | 7-5, 6-3          | 33        |
| 2017 |                        |         |                                        |             |       |                   |           |
| 3.   | Angelique Kerber (1)   | 1       | Sydney International, Sydney           | Cemento     | 2T    | 7-6(5), 6-2       | 26        |
| 4.   | Angelique Kerber (2)   | 2       | Qatar Ladies Open, Doha                | Cemento     | 2T    | 6-4, 0-6, 6-4     | 32        |
| 5.   | Simona Halep           | 2       | Wuhan Open, Wuhan                      | Cemento     | 2T    | 6-2, 6-1          | 31        |
| 2018 |                        |         |                                        |             |       |                   |           |
| 6.   | Caroline Wozniacki (1) | 1       | St. Petersburg Trophy, San Pietroburgo | Cemento (i) | QF    | 7-6(2), 6-3       | 24        |
| 7.   | Garbiñe Muguruza (1)   | 3       | Dubai Tennis Championships, Dubai      | Cemento     | SF    | 3-6, 7-6(11), 6-1 | 24        |
| 8.   | Caroline Wozniacki (2) | 2       | Indian Wells Open, Indian Wells        | Cemento     | 4T    | 6-4, 7-5          | 19        |
| 9.   | Angelique Kerber (3)   | 10      | Indian Wells Open, Indian Wells        | Cemento     | QF    | 6-0, 6-2          | 19        |
| 10.  | Venus Williams (2)     | 8       | Indian Wells Open, Indian Wells        | Cemento     | SF    | 4-6, 6-4, 7-5     | 19        |
| 11.  | Garbiñe Muguruza (2)   | 3       | Madrid Open, Madrid                    | Terra rossa | 3T    | 6-2, 4-6, 6-3     | 15        |
| 12.  | Caroline Wozniacki (3) | 2       | Open di Francia, Parigi                | Terra rossa | 4T    | 7-6(5), 6-3       | 14        |
| 2021 |                        |         |                                        |             |       |                   |           |
| 13.  | Iga Świątek            | 9       | Eastbourne International, Eastbourne   | Erba        | 2T    | 4-6, 6-0, 6-1     | 34        |
| 2022 |                        |         |                                        |             |       |                   |           |
| 14.  | Garbiñe Muguruza (3)   | 3       | Sydney International, Sydney           | Cemento     | QF    | 6-4, 6-4          | 26        |
| 15.  | Maria Sakkarī          | 5       | Madrid Open, Madrid                    | Terra rossa | 2T    | 3-6, 6-3, 6-1     | 23        |
| 16.  | Paula Badosa (1)       | 3       | Internazionali d'Italia, Roma          | Terra rossa | 3T    | 6-4, 6-4          | 23        |
| 17.  | Aryna Sabalenka        | 6       | Silicon Valley Classic, San Jose       | Cemento     | QF    | 4-6, 7-5, 6-0     | 12        |
| 18.  | Paula Badosa (2)       | 4       | Silicon Valley Classic, San Jose       | Cemento     | SF    | 6-2, 6-4          | 12        |
| 19.  | Coco Gauff             | 4       | WTA Finals, Fort Worth                 | Cemento (i) | RR    | 7-6(6), 6-3       | 8         |
| 2023 |                        |         |                                        |             |       |                   |           |
| 20.  | Caroline Garcia        | 5       | Eastbourne International, Eastbourne   | Erba        | QF    | 6-2, 2-1 rit.     | 11        |
| 21.  | Barbora Krejčíková     | 10      | WTA Elite Trophy, Zhuhai               | Cemento (i) | RR    | 7-5, 1-6, 6-1     | 17        |
| 2024 |                        |         |                                        |             |       |                   |           |
| 22.  | Jessica Pegula         | 5       | Charleston Open, Charleston            | Terra verde | SF    | 6-4, 4-6, 7-6(5)  | 11        |
| 23.  | Jasmine Paolini        | 7       | Eastbourne International, Eastbourne   | Erba        | SF    | 3-6, 7-5, 6-3     | 14        |
| 2025 |                        |         |                                        |             |       |                   |           |
| 24.  | Paula Badosa (3)       | 10      | Open di Francia, Parigi                | Terra rossa | 3T    | 6-1, 7-5          | 17        |